# Dany Rosero
Dany Alejandro Rosero Valencia (Cali, Colombia, 6 de octubre de 1993) es un futbolista colombiano. Juega como defensa y actualmente milita en el Sporting Kansas City de la Major League Soccer. Con la selección absoluta ha sido convocado a microciclos con jugadores de la liga local.

## Clubes
| Club                 | País           | Año             |
| -------------------- | -------------- | --------------- |
| Arsenal              | Argentina      | 2013 - 2015     |
| Patriotas Boyacá     | Colombia       | 2016            |
| Deportivo Cali       | Colombia       | 2017 - 2019     |
| Junior               | Colombia       | 2020 - 2023     |
| Sporting Kansas City | Estados Unidos | 2023 - Presente |

## Estadísticas
Actualizado al último partido disputado el 25 de mayo de 2025.
| Club                                | Div                 | Temporada           | Liga  | Liga  | Copa Nacional | Copa Nacional | Torneos Internacionales | Torneos Internacionales | Total | Total |
| Club                                | Div                 | Temporada           | Part. | Goles | Part.         | Goles         | Part.                   | Goles                   | Part. | Goles |
| ----------------------------------- | ------------------- | ------------------- | ----- | ----- | ------------- | ------------- | ----------------------- | ----------------------- | ----- | ----- |
| Arsenal Argentina                   | 1ª                  | 2013                | -     | -     | 1             | 0             | -                       | -                       | 1     | 0     |
| Arsenal Argentina                   | 1ª                  | 2013-14             | 1     | 0     | -             | -             | 1                       | 0                       | 2     | 0     |
| Arsenal Argentina                   | 1ª                  | 2014                | -     | -     | -             | -             | -                       | -                       | 0     | 0     |
| Arsenal Argentina                   | 1ª                  | 2015                | 15    | 0     | 1             | 0             | 1                       | 0                       | 17    | 0     |
| Arsenal Argentina                   | Total               | Total               | 16    | 0     | 2             | 0             | 2                       | 0                       | 20    | 0     |
| Patriotas Boyacá · Colombia         | 1ª                  | 2016                | 37    | 4     | 5             | 1             | -                       | -                       | 42    | 5     |
| Patriotas Boyacá · Colombia         | Total               | Total               | 37    | 4     | 5             | 1             | -                       | -                       | 42    | 5     |
| Deportivo Cali · Colombia           | 1ª                  | 2017                | 26    | 0     | 9             | 0             | 3                       | 0                       | 38    | 0     |
| Deportivo Cali · Colombia           | 1ª                  | 2018                | 30    | 2     | -             | -             | 7                       | 0                       | 37    | 2     |
| Deportivo Cali · Colombia           | 1ª                  | 2019                | 44    | 5     | 7             | 2             | 4                       | 0                       | 55    | 7     |
| Deportivo Cali · Colombia           | Total               | Total               | 100   | 7     | 16            | 2             | 14                      | 0                       | 130   | 9     |
| Junior · Colombia                   | 1.ª                 | 2020                | 13    | 2     | 3             | 0             | 11                      | 0                       | 27    | 2     |
| Junior · Colombia                   | 1.ª                 | 2021                | 33    | 3     | 2             | 0             | 8                       | 0                       | 43    | 3     |
| Junior · Colombia                   | 1.ª                 | 2022                | 36    | 0     | 5             | 1             | 7                       | 0                       | 48    | 1     |
| Junior · Colombia                   | 1.ª                 | 2023                | 3     | 0     | -             | -             | -                       | -                       | 3     | 0     |
| Junior · Colombia                   | Total               | Total               | 85    | 5     | 10            | 1             | 26                      | 0                       | 121   | 6     |
| Sporting Kansas City Estados Unidos | 1ª                  | 2023                | 30    | 2     | -             | -             | 3                       | 1                       | 33    | 3     |
| Sporting Kansas City Estados Unidos | 1ª                  | 2024                | 23    | 2     | 3             | 2             | 2                       | 0                       | 28    | 4     |
| Sporting Kansas City Estados Unidos | 1ª                  | 2025                | 5     | 0     | 0             | 0             | 2                       | 0                       | 7     | 0     |
| Sporting Kansas City Estados Unidos | Total               | Total               | 58    | 4     | 3             | 2             | 7                       | 1                       | 68    | 7     |
| Total en su carrera                 | Total en su carrera | Total en su carrera | 296   | 20    | 36            | 6             | 49                      | 1                       | 381   | 27    |

## Palmarés

### Campeonatos nacionales
| Título                | Club               | País      | Año  |
| --------------------- | ------------------ | --------- | ---- |
| Copa Argentina        | Arsenal de Sarandí | Argentina | 2013 |
| Superliga de Colombia | Junior             | Colombia  | 2020 |